# شکاف‌دندان کوبایی
شکاف‌دندان کوبایی (نام علمی: Solenodon cubanus) نام یک گونه از سرده شکاف‌دندان است.